# Berneška tmavá
Berneška tmavá (Branta bernicla) je středně velkým druhem vrubozobého ptáka z rodu berneška.

## Taxonomie
Rozlišují se tři poddruhy, odlišující se zbarvením i geografickým rozšířením.
- B. bernicla bernicla (hnízdí v západní části Sibiře, na tahu putuje přes Balt do severozápadní Evropy)
- B. bernicla hrota (hnízdí v Grónsku a na Špicberkách, táhne přes Island a Norsko, zimuje v Irsku, Anglii a Dánsku)
- B. bernicla nigricans (hnízdí ve východní části Sibiře, na Aljašce a severozápadě Kanady, do Evropy zalétá jen vzácně)[2]

## Popis
- Délka těla: 55–62 cm
- Rozpětí křídel: 105–117 cm
- Hmotnost: 1327–1370 g[3]

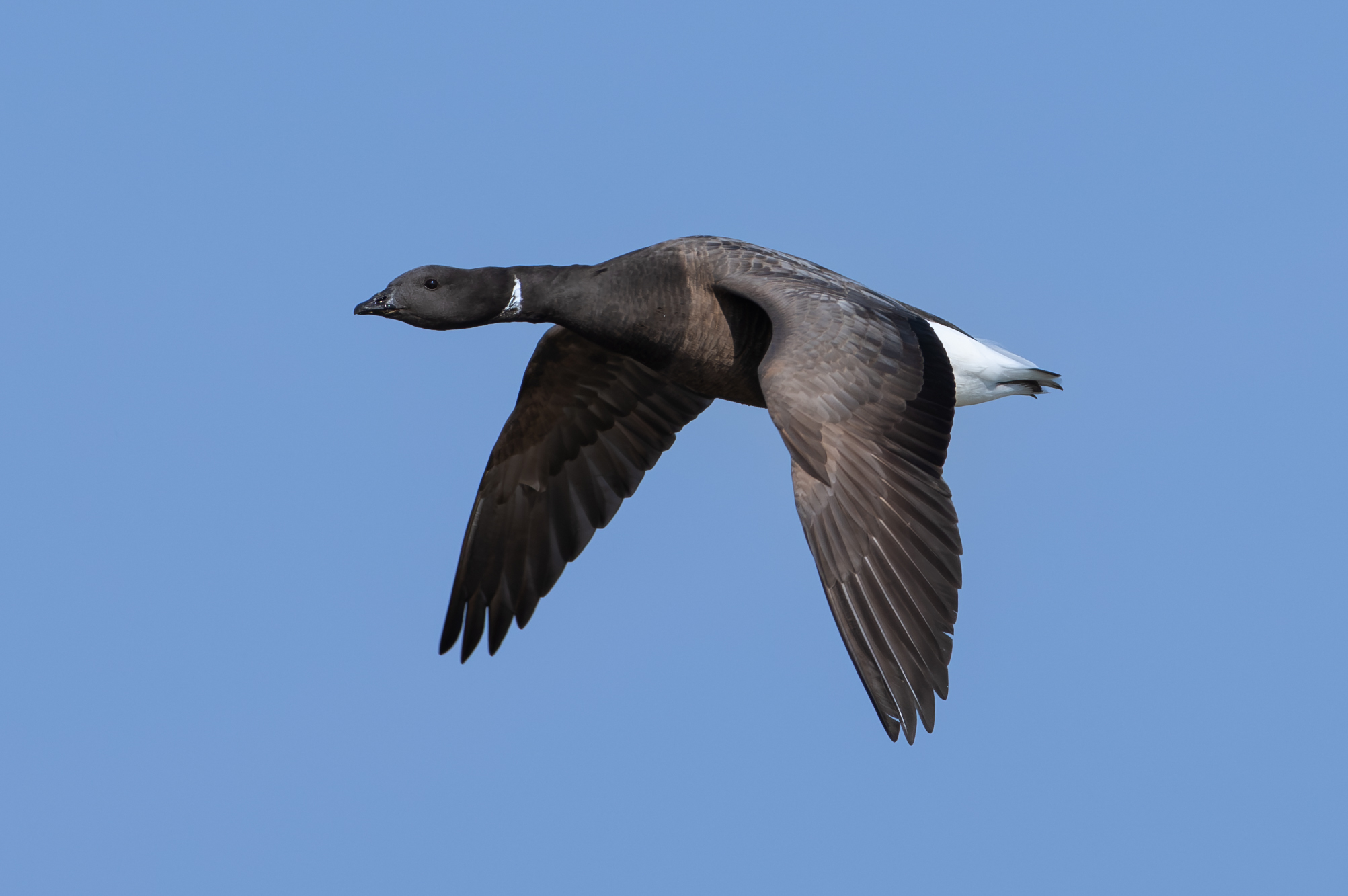
Berneška tmavá v letu

Berneška tmavá je o něco menší než berneška bělolící; je celkově tmavě zbarvená s výjimkou zádi, která je jasně bílá. Nominální poddruh bernicla má šedočernou hlavu a krk, tmavošedé břicho a hruď. Boky jsou světle proužkované. Po stranách krku těsně pod hlavou se nachází výrazná, párová, bílá skvrna srpkovitého tvaru. Tato skvrna se u mladých ptáků objevuje až v období první zimy.

Poddruh hrota má výrazně světlejší břicho (kontrast mezi krkem a hrudí je tudíž lépe patrný) a záda s béžovým nádechem. Poddruh nigricans je naopak celkově ještě tmavší než bernicla, bílé skvrny na bocích těla a pod hlavou jsou větší a kontrastnější, skvrna na krku se může i spojovat a vytvářet obojek. U juvenilních ptáků je rozlišení příslušnosti k poddruhům obtížnější.

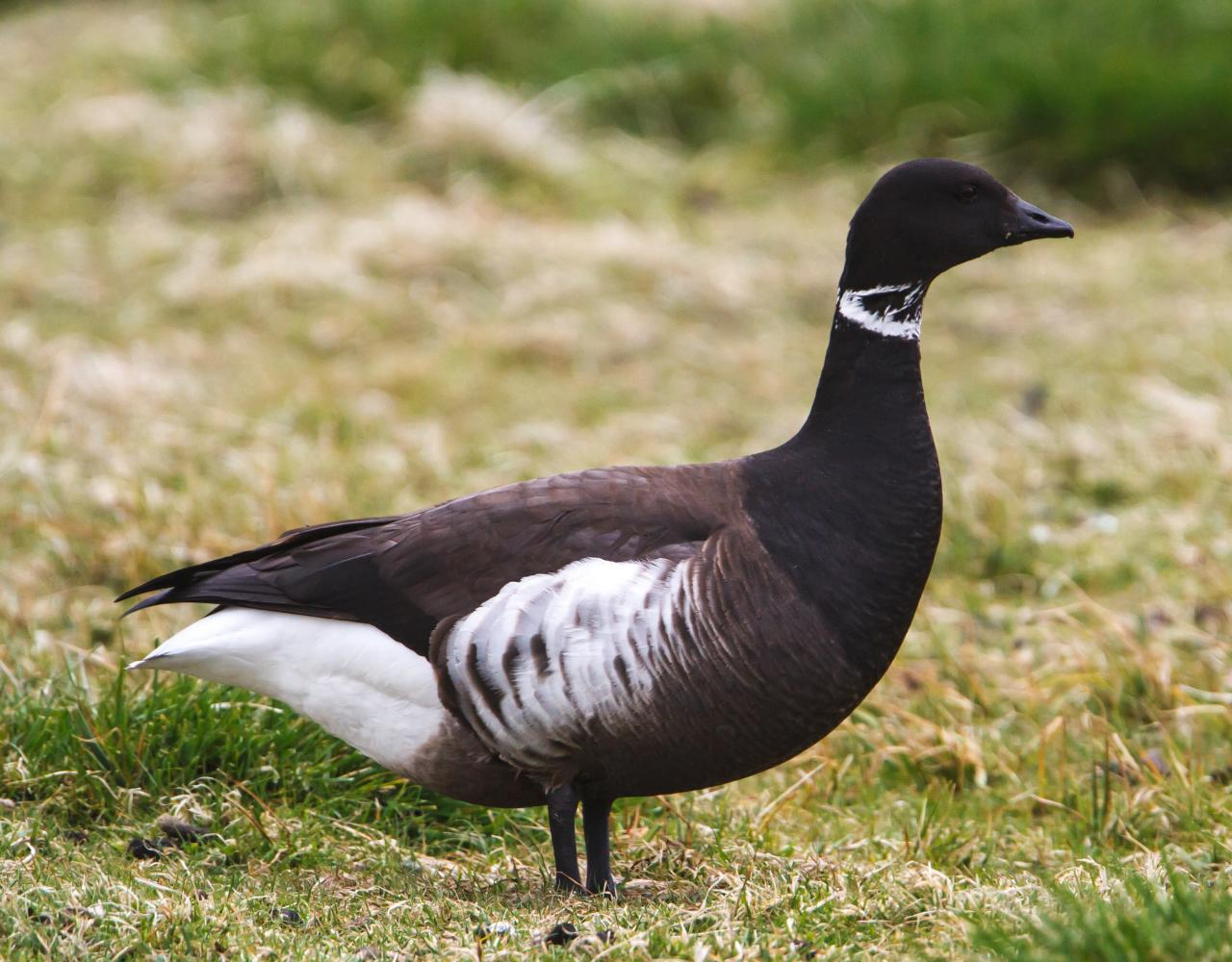
Branta bernicla nigricans

### Hlas
Hlas je hrdelní „r'rot“ nebo „rhat“ v různé výšce.

## Rozšíření
Hnízdí cirkumpolárně na arktických ostrovech a pobřeží, zimuje v oblasti Severního moře a na Britských ostrovech, v menších počtech i na pobřeží Severní Ameriky či na Dálném Východě. Jednotlivci či menší hejnka mohou v období od září do dubna vzácně zalétat i na území České republiky, přičemž se zpravidla jedná o poddruh bernicla. Od roku 1989 je takto evidováno 18 záznamů.

## Bionomie

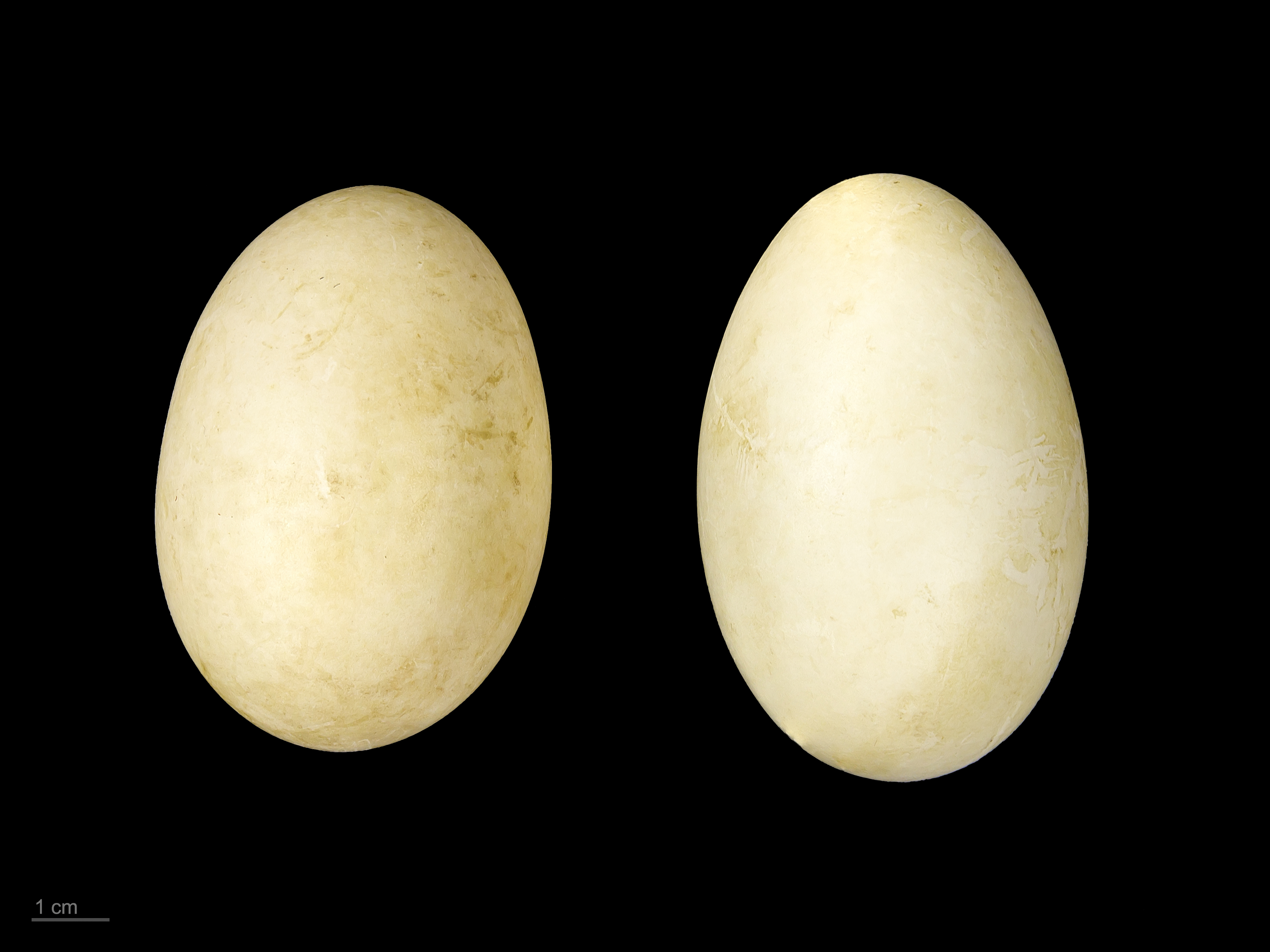
Vejce bernešky tmavé

Chováním připomíná kachny. V početných hejnech často odpočívá na širém moři, při hledání potravy ve vodě panáčkuje, aby dosáhla na ponořené rostliny (např. vochy). Pase se také na blatech a trávnících. Velkou část potravy tvoří mechy a lišejníky, vzácněji tráva a různé plody. Jako doplněk se ve stravě mohou objevit měkkýši, korýši a jiní bezobratlí.

### Hnízdění
Pro hnízdění vyhledává plochou tundru v blízkosti pobřeží. Vytváří menší, rozvolněné kolonie. Samice snáší od června 3–6 vajec, na kterých sedí sama 24–26 dní. Po vylíhnutí jsou mláďata rodičovským párem odvedena k vodě.

## Hospodářský význam
Na hnízdištích se sbírá prachové peří, v některých zemích také patří mezi lovnou zvěř.